# Чернелевський Іван Іванович
Іван Іванович Чернелевський (1919, село Згар Подільської губернії, тепер Хмельницького району Хмельницької області — ?) — залізничник, діяч Української РСР. Депутат Верховної Ради СРСР 4-го скликання.

## Біографія
Народився в родині робітника-залізничника. У 1937 році закінчив семирічну школу, почав працювати на залізничному транспорті вагарем на станції Заіграєво Східно-Сибірської залізниці (Бурят-Монгольська АРСР).  
У 1939—1946 роках — служив у Червоній армії. Брав участь у Другій світовій війні.
Після демобілізації в 1946 році повернувся на залізницю. Працював вагарем, зчіплювальником вагонів.
З 1948 року — складач поїздів на станції Стрий Львівської залізниці (Дрогобицька область). 
Член КПРС з 1953 року.